# پروین دولتشاهی
پروین دولتشاهی بازیگر و گوینده رادیویی اهل ایران است که در سال‌های ۱۳۵۰–۱۳۶۶ در نقش‌های مختلفی ظاهر شده‌است. او همسر نوذر آزادی بود. عمده شهرت او بخاطر بازی در نقش خانم مفخم در مجموعه تلویزیونی ایتالیا ایتالیا است.

## فیلم شناسی

### سینما
- تحفه‌ها (۱۳۶۶)
- بیدار در شهر (۱۳۵۵)
- مظفر (۱۳۵۳)
- صمد آرتیست می شود (۱۳۵۳)
- صمد و سامی، لیلا و لی لی (۱۳۵۱)
- بلوچ (۱۳۵۱)
- آدمک (۱۳۵۰)

### تلویزیون
- ۱۳۵۳ تلخ و شیرین (منصور پورمند)
- ۱۳۵۴ چنگک (فریبرز صالح)،(محمد متوسلانی)
- ۱۳۵۶ به دنبال بنفشه (منصور پورمند)
- ۱۳۵۶ ایتالیا ایتالیا (نوذر آزادی)